# 久間田琳加
久間田 琳加（くまだ りんか、2001年〈平成13年〉2月23日 - ）は、日本のファッションモデル、女優。レプロエンタテインメント所属。「女子高生の為のWEBマガジン」EMMARY第3代編集長、『non-no』専属モデル、『Seventeen』元専属モデル、『nicola』元専属モデル。

## 経歴
生後まもなく、父親の仕事の都合でフランスへ移り住み、1歳から6歳までリヨンで暮らしていた。
もともと写真を撮られることが大好きだったため、小さいころからモデルという職業に憧れを抱いていた。しかし、3歳から習っていたクラシックバレエの影響もあり、小学5年生ごろまではバレリーナを志していた。
小学6年生のとき、ニコラ専属モデルオーディション「第16回ニコラモデルオーディション」グランプリに選出され、同誌専属モデルデビューを果たす。活動初期はモデルとバレエを両立させていたが、モデル活動に注力したい気持ちが強くなったことで、バレリーナへの夢をあきらめた。
2014年9月号より、大谷凜香・永野芽郁・鈴木美羽3名とのユニット「RMRM（ランラン）」を結成。2015年3月号で初の表紙を飾った。2016年5月号にて同誌の副部長に任命される。
2017年3月29日、「nicola東京開放日2017」において同誌専属モデルを卒業。
2017年8月、『Seventeen』9月号より同誌の専属モデルに加入。
9月2日、「第25回 東京ガールズコレクション 2017 AUTUMN / WINTER」に初出演。
2018年3月31日、「第26回 東京ガールズコレクション 2018 SPRING / SUMMER」に出演。
2022年3月1日発売のSeventeen春号において同誌専属モデルを卒業。3月25日開催された「舞台 Bling Bling by Seventeen」夜の部にて卒業式が行われた。
2022年6月20日発売のnon-no8月号（集英社）にて表紙を飾り、同誌専属モデルとなった。
2023年3月22日、大学卒業を自身のインスタグラムで報告。大学に通っていることは入学当初から公表していなかった。

### 女優
2015年5月20日よりGYAO!配信ドラマ『女子の事件は大抵、トイレで起こるのだ。』で女優デビュー。
2017年10月21日に公開された古沢良太が脚本を手掛けるロマンティックコメディ映画『ミックス。』に出演。
2018年11月9日に公開された映画『〜harajuku story〜ヌヌ子の聖★戦』で吉田凜音とのダブル主演を務め、映画初主演。
2020年10月期ドラマ『マリーミー!』（ABCテレビ・テレビ朝日）で地上波連続ドラマ初出演にして主演を果たす。
2022年10月期ドラマ+『青春シンデレラ』（朝日放送テレビ）で2年ぶりに連続ドラマで主演を務めた。
2023年1月期ドラマストリーム『ブラザー・トラップ』（TBS）でも主演を務め、2クール連続でテレビドラマで主演を務めた。
同年7月期水曜ドラマ『こっち向いてよ向井くん』（日本テレビ）第1話・第2話に出演し、ゴールデンプライムタイムのテレビドラマ初出演。
同年5月12日公開映画『おとななじみ』（井上瑞稀（HiHi Jets）とダブル主演）、9月1日公開映画『夜が明けたら、いちばんに君に会いにいく』（白岩瑠姫（JO1）とダブル主演）の2本の映画でも主演を務めた。
2024年1月期日曜劇場『さよならマエストロ〜父と私のアパッシオナート〜』（TBS）でゴールデンプライムタイムの連続ドラマに初めてレギュラー出演。

## 人物
趣味はショッピング、少女漫画を読むこと。2020年のインタビューにて「愛してやまない少女漫画3選」というテーマに対し、『午前0時、キスしに来てよ』（みきもと凜）、『取り急ぎ、同棲しませんか?』（中村ユキチ）、『コーヒー&バニラ』（朱神宝）を挙げている。
6歳までフランスで暮らしていたため、もともとフランス語を話せていたが、帰国後は日本語に慣れたことでフランス語を忘れてしまった。
兄が一人いる。
中学生時代の3か月間ソフトボール部に所属していた。
歌やダンスは苦手である。
年上のスタッフたちとの会話には抵抗はないが、同世代には人見知りを発動してしまうと語っている。
憧れの俳優は、長澤まさみ。

## 出演

### ランウェイ
- 東京ガールズコレクション
  - 東京ガールズコレクション 2017 AUTUMN/WINTER（2017年9月2日、さいたまスーパーアリーナ）[32]
  - 東京ガールズコレクション 2018 SPRING/SUMMER（2018年3月31日、横浜アリーナ）[33]
  - 東京ガールズコレクション 2019 SPRING/SUMMER（2019年3月30日、横浜アリーナ）[34]
  - TGC 北九州 2019 by TOKYO GIRLS COLLECTION（2019年10月5日、西日本総合展示場新館）[35]
  - 東京ガールズコレクション 2020 SPRING/SUMMER（2020年2月29日、国立代々木競技場第一体育館）[36]
  - 東京ガールズコレクション 2021 AUTUMN／WINTER（2021年9月4日、さいたまスーパーアリーナ）[37]
  - 東京ガールズコレクション 2022 AUTUMN／WINTER（2022年9月3日、さいたまスーパーアリーナ）[38]
  - 第37回 マイナビ 東京ガールズコレクション 2023 AUTUMN／WINTER（2023年9月2日、さいたまスーパーアリーナ）[39]
- GirlsAward
  - GirlsAward 2017 SPRING/SUMMER（2017年5月3日、国立代々木競技場第一体育館）[40]
  - GirlsAward 2019 SPRING/SUMMER（2019年5月18日、幕張メッセ9-11ホール）[41]
  - Tokyo Virtual Runway Live by GirlsAward vol.1（2020年6月27日、ABEMA独占生配信）[42]
  - GirlsAward 2022 SPRING/SUMMER（2022年5月14日、幕張メッセ9-11ホール）[43]
  - GirlsAward 2022 AUTUMN/WINTER（2022年10月08日、幕張メッセ9-11ホール）[44]
  - Rakuten GirlsAward 2023 AUTUMN/WINTER（2023年9月30日、幕張メッセ）[45]

### 映画
- 女子の事件は大抵、トイレで起こるのだ。劇場版 「前編 入る?」「後編 出る!」（2015年8月22日、アスミック・エース） - 佐々木 役[46]
- ミックス。（2017年10月21日、東宝） - 佐野しおり 役
- 青夏 きみに恋した30日（2018年8月1日、松竹） - 桜田あや 役[47]
- 〜harajuku story〜ヌヌ子の聖★戦（2018年11月9日、SAIGATE Inc.） - 三好里奈 役（吉田凜音とのダブル主演）[18][48]
- おとななじみ（2023年5月12日、東映） - 加賀屋楓 役（井上瑞稀とダブル主演）[23]
- 夜が明けたら、いちばんに君に会いにいく（2023年9月1日、アスミック・エース） - 丹羽茜 役（白岩瑠姫とダブル主演）[24]
- 新米記者トロッ子 私がやらねば誰がやる!（2024年8月9日、東映ビデオ / SPOTTED PRODUCTIONS） - 西園寺茉莉 役[49]
- 顔だけじゃ好きになりません（2025年3月7日、アスミック・エース） - ヒロイン・知見才南 役[50]
- 見える子ちゃん（2025年6月6日、KADOKAWA） - 百合川ハナ 役[51][52]

### テレビドラマ
- マリーミー!（2020年10月4日 - 12月6日、朝日放送テレビ） - 沢本陽茉梨 役[19]
- ジモトに帰れないワケあり男子の14の事情 第4話「代役彼女」（2021年5月1日、ABC・朝日放送） - ヒロイン・サキ 役[53]
- #コールドゲーム（2021年6月6日 - 7月24日、東海テレビ・フジテレビ） - 木村陽菜 役[54]
- お茶にごす。（2021年10月8日 - 12月24日、テレビ東京） - ヒロイン・姉崎奈緒美 役（萩原みのりとダブルヒロイン）[55]
- 青春シンデレラ（2022年10月17日 - 12月26日、朝日放送テレビ） - 萩野紫苑 役[20]
- 最終列車で始まる恋（2023年1月15日 - 29日、メーテレ） - ヒロイン・桜井茉子 役[56]
- ブラザー・トラップ（2023年1月25日 - 3月22日、TBS） - 立花あかり 役[21]
- ながたんと青と-いちかの料理帖-（2023年3月24日 - 5月26日、WOWOW） - 山口鈴音 役[57]
- 私がヒモを飼うなんて 第3話（2023年4月12日、TBS） - 立花あかり 役[58]
- 犬神家の一族（2023年4月22日・29日、NHK BSプレミアム・NHK BS4K） - 加代 役
- こっち向いてよ向井くん 第1話・第2話（2023年7月12日・19日、日本テレビ） - 第2話ヒロイン・羽鳥アン 役[22]
- わたしの一番最悪なともだち（2023年8月21日 - 10月12日、NHK総合） - 城島和佳奈 役[59]
- さよならマエストロ〜父と私のアパッシオナート〜（2024年1月14日 - 3月17日、TBS） - 内村菜々 役[25]
- GO HOME〜警視庁身元不明人相談室〜 第5話（2024年8月17日、日本テレビ） - 高倉紀子 役[60]
- 私たちが恋する理由（2024年10月12日 - 12月21日、テレビ朝日） - ヒロイン・森田葵 役[61]
- 家政夫のミタゾノ 第7シーズン（2025年1月14日 - 3月11日、テレビ朝日） - ヒロイン・大門桜 役[62][63]
- DOPE 麻薬取締部特捜課（2025年7月4日 - 、TBS） - 泉ルカ 役[64][65]

### 配信ドラマ
- 女子の事件は大抵、トイレで起こるのだ。（2015年5月20日 - 、全12話、GYAO!） - 佐々木 役[17]
- 君に届け（2023年3月30日、Netflix） - 矢野あやね 役[注 1][66]
- 家政負のヒカル Season2（2025年1月14日 - 3月11日、TELASA） - 大門桜 役[67]
- 死ぬほど愛して（2025年3月27日 - 、ABEMA SPECIAL） - 南沢夕陽 役[68][69]

### テレビ番組
- SUPERりんくまそのぴょんTV（2014年7月 - 、アイドル専門チャンネルPigoo）[要出典]
- ワイドナショー（2015年 - 2019年、定期的、フジテレビ） - ワイドナ現役中学生で初出演後、ワイドナ現役高校生として[70][71]
- めざましテレビ 内「イマドキ」（2016年4月4日[72] - 2020年3月27日[73]、フジテレビ） - イマドキガール
- ガールズクラフト（2019年4月1日 - 、NHK Eテレ）[要出典]
- 本能Z（2019年 - 2020年、CBCテレビ） - 不定期出演[要出典]
- ヒルナンデス!（日本テレビ）
  - （2020年10月7日 - 11月25日） - 水曜シーズンレギュラー[74]
  - （2021年4月9日[注 2] - 2022年3月25日） - 金曜レギュラー
- Do8（2020年12月12日 - 、フジテレビ） - レギュラー[76]
- WBC2023 ザ・ファイナル (2023年12月31日、TBS)

### ラジオ番組
- 久間田琳加 りんくま＊めがへるつ（2017年 - 2021年、文化放送「レコメン!」内）[77][78]

### CM
- エスエス製薬 アレジオン10「つらくない朝」篇（2014年） - 武井咲と共演[79]
- ロッテ「ガーナミルクチョコレート」（2018年4月10日 - ） - 浜辺美波・山田杏奈と共演[80]
- 牧場物語シリーズ「牧場物語 再会のミネラルタウン」（2019年）[81]
- 西日本旅客鉄道  ｢1人ひとりの思いを、届けたい。｣（2020年）- JR西日本管轄エリア限定
- リクルート  ホットペッパービューティー学割（2020年）
- レキットベンキーザー・ジャパン 「ヴィート」（2020年）[82]
- アラクス ノーシンピュア 「今日は無理しない」編（2021年12月3日 - ）[83]
- ミュゼプラチナム（2022年）[84]
- タウンハウジング  株式会社タウンハウジング（2023年）[85]
- 日本生命保険相互会社「いつもと違うって、ときめける。」篇（2024年5月7日 - ）[86]
- Trip.com（2025年7月 - ）[87][注 3]

### 広告・その他
- 文化放送受験生応援キャンペーンキャラクター（2017年第4四半期）
- 日本防火・危機管理促進協会「春の火災予防運動」「秋の火災予防運動」啓発キャラクター（2019年 - 2020年）

### ミュージック・ビデオ
- メレンゲ「シンメトリア」（2013年）[90][91]
- さよならポニーテール 「新世界交響楽」（2014年）[92]
- いきものがかり「ラブソングはとまらないよ」（2014年）[93]
- MACO「恋の道」（2017年）[94]
- 吉田凜音「パーティーアップ」（2017年）[95][96]
- CTS 「Going」（2018年）
- ケツメイシ「さくら（2021年ver.）」[97]
- マルシィ「ただそれだけのことがさ」（2023年）

### ウェブ
- レプロ学園ティーンズモデル科（2013年 - ）
- EMMARY編集長（2017年4月 - ）
- MelTV（2017年12月9日[注 4] - 、YouTube） - 元レギュラーメンバー[99][100]
- 受験恋愛リアリティーショー 勝負の夏! ～先生、勉強も恋も教えてください～（2018年7月3日 - 10月16日、AbemaTV） - スタジオMC[101]
- 受験恋愛リアリティーショー勝負の冬! 〜勉強も恋もラストスパート〜（2018年10月28日 - 2019年3月10日、AbemaTV） - スタジオMC
- 僕なら、泣かせたりしない（2019年2月18日、「ソシャドラ」公式SNSアカウント） - 主演・まどか 役[102]

## 書籍

### 雑誌連載
- ニコラ（2012年10月号 - 2017年5月号、新潮社）- 専属モデル[103]
- Seventeen（2017年9月号 - 2022年春号、集英社） - 専属モデル
- non-no （2022年8月号 - 、集英社） - 専属モデル

### 写真集
- りんくまちっく（2020年6月5日、集英社、撮影：川島小鳥）ISBN 978-4-08-790010-1[104][105][106]

### スタイル本
- 『明日、もっとキレイになる りんくまがじん』（2020年6月5日、集英社）ISBN 978-4-08-790011-8[104][105]